# Cristian Lobato Villegas
Cristian Lobato Villegas (Esparreguera, 7 de març del 1989) és un futbolista format al planter de l'Hospitalet i el FC Barcelona. Juga com a extrem o lateral esquerre i el seu actual equip és el CE L'Hospitalet.

## Trajectòria
Cristian Lobato va fer els primers passos com a futbolista a l'FCB Escola, però en edat aleví va ingressar al Centre d'Esports l'Hospitalet. Després de diversos anys en les categories inferiors del club riberenc, va debutar amb el primer equip a Segona Divisió B la temporada 2007/08. Al llarg de tres temporades, es va anar consolidant com un dels principals puntals de l'equip hospitalenc.
L'estiu de 2011, finalitzat el seu contracte amb el CE L'Hospitalet, va tornar al FC Barcelona, signant per dues temporades amb el filial blaugrana. El juliol d'aquest any, l'entrenador del primer equip Josep Guardiola el va convocar per realitzar la pretemporada, debutant-hi en un partit amistós davant l'HNK Hajduk Split croat.
El Novembre de 2015 va fitxar un contracte d'un any pel Gimnàstic de Tarragona.
El 29 de juny de 2017, Lobato va fitxar per l'Sporting Kansas City de la MLS fins al final de la temporada 2018.